# Vannes OC
Vannes Olympique Club (normalt bare kendt som Vannes OC) er en fransk fodboldklub fra Vannes i Bretagne. Klubben spiller i den fjerdebedste række, Championnat National 2 og blev stiftet i 1998. Hjemmebanen er Stade de la Rabine.

## Titler
- Ingen

## Kendte spillere
- Didier Drogba
- Yann Kermorgant
- Sylvain Marveaux
- Christophe Le Roux

## Danske spillere
- Ingen